# سن-امه، کبک
سن-امه (به فرانسوی: Saint-Aimé) شهری در منطقه شهری پیر-دو-سورل ناحیه مونترژی در استان کبک کانادا است. در سرشماری سال ۲۰۱۱ این شهر ۵۲۷ نفر جمعیت داشته‌است و مساحت آن ۶۱٫۳۳ کیلومتر مربع است.